# Escoriação
Escoriação (do latim, Excoriatio) significa uma falta substancial (importante) da pele, que atinge a derme (literalmente "varrer", "expor" = Ex, a derme = Corium). É uma lesão discreta, resultante de um trauma por abrasão linear ou com pequenas manchas, pontos ou depressões, produzida por meios mecânicos (freqüentemente coçar), geralmente envolvendo somente a epiderme, mas, não raro, atingindo a derme papilar, com perda de substância superficial da pele, de mucosas ou de estruturas membranosas em contato com o meio exterior, como a córnea.  Com o processo cicatricial, o tecido recupera-se integralmente. É considerada como o tipo de lesão mais habitual.

## Causas
São elas:
- Acidentes de trânsito → principalmente com motocicletas. “Em casos de acidentes e tombos, a falta de proteção dos motociclistas faz com que o contato da pele com o asfalto seja direto, causando ferimentos que podem ser superficiais ou mais profundos”[4];
- Quedas;
- Acidentes em ambientes do cotidiano → como em casa, na rua ou na escola;
- Prurido (coceira);
- Dermatotilexomania (Transtorno de Escoriação).

## Sinais e Sintomas
São eles:
- Feridas resultantes de atritos → como as quedas;
- Lesões normalmente simples e superficiais → como os arranhões. Essas lesões geralmente estão em locais como os cotovelos, joelhos, canelas, tornozelos, nas extremidades superiores e inferiores;
- Desconforto e dor local;
- Sangramento discreto;
- Risco de infecção → pois a superfície causadora normalmente é suja;
- Rubor (vermelhidão);
- Calor local (temperatura da pele local elevada);
- Secreção purulenta ou odor fétido;
- Corpos estranhos impregnados à lesão (sujeira, pedras ou cascalhos)[4].

## Tratamento
No caso de escoriação leve:
- Lavar bem as mãos com água e sabão antes de tratar a ferida;
- Limpar cuidadosamente a região da ferida com água corrente e sabão neutro;
- Secar a lesão com um pano limpo;
- Se, por acaso, a lesão não estiver sangrando, pode deixar descoberta;
- No caso de sangramento, proteja o local com gaze ou curativo, deixando sempre espaço para ventilação;
- No caso de escoriações mais graves e profundas, a vítima deve ser encaminhada para o atendimento médico especializado.

## Classificação
Existem três tipos de escoriação:
- 1) Escoriação em Pincelada → ocorre quando se forma uma ferida que lembra uma pincelada.[5]
- 2) Escoriação em Placa → dá-se quando se produz uma lesão que recorda uma placa.[6]
- 3) Escoriação em Ponto (ou Puntiforme) → surge quando há um ferimento que traz à memória o formato de um ponto. Essa escoriação é típica da Dermatotilexomania.[7]

Escoriações
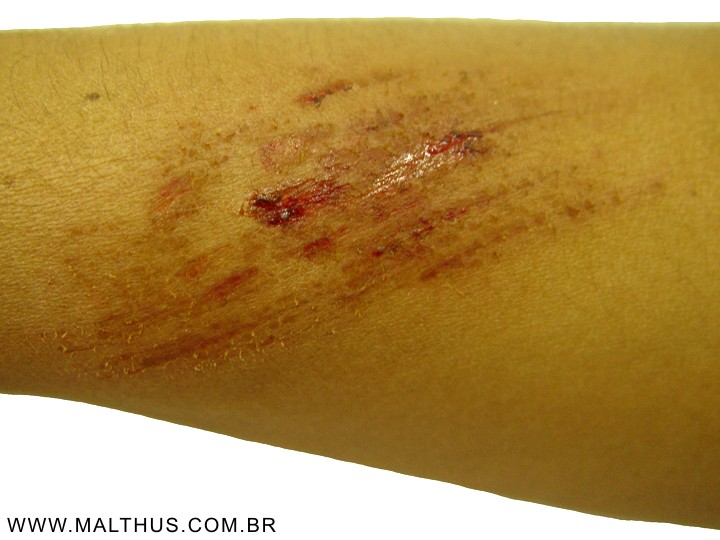
Escoriação em Pincelada
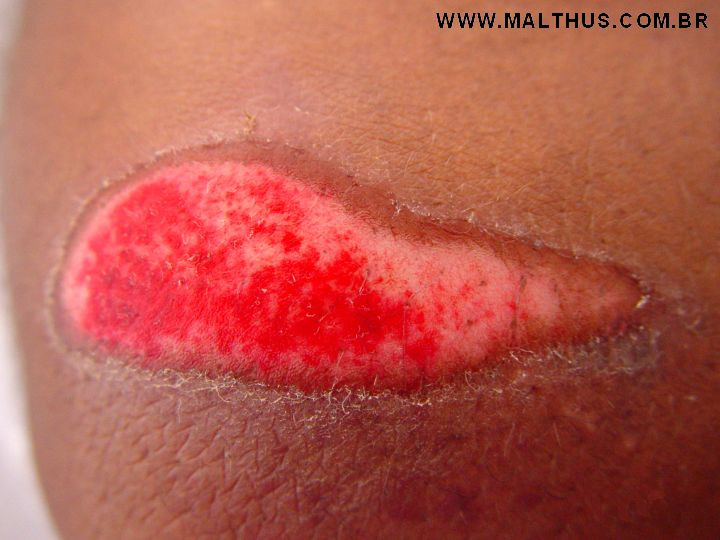
Escoriação em Placa
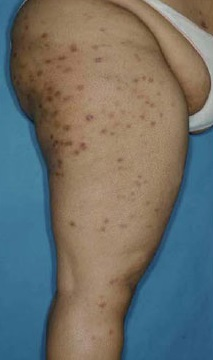
Escoriação em Ponto